# کنواگو کریک (غرب)
کنواگو کریک (غرب) (به انگلیسی: Conewago Creek (west)) رودخانهای است که در ایالات متحده آمریکا و کانادا جریان دارد.